# Kartxela
El Kartxela, conocido popularmente como Lakartxela, es una cumbre sobre el valle de Belagua, en Navarra.

## Ascensión
La ruta más habitual parte del refugio de Belagua a unos 1400 metros de altitud.
- Datos: Q8538704
- Multimedia: Kartxela / Q8538704